# Georges Bourdon
Georges Bourdon (Vouziers, 15 janvier 1868 - Paris, 9 novembre 1938) fut l'un des premiers grands reporters français, au service du Figaro, critique de théâtre, écrivain spécialiste de l'histoire, et l'un des fondateurs du Syndicat national des journalistes (SNJ) après la Première Guerre mondiale, puis son président pendant 16 ans.

## Biographie
Né à Vouziers en 1868, Georges Bourdon a fondé avec Aurélien Lugné-Poë en 1886, alors qu'il venait de passer son baccalauréat au lycée Condorcet, un groupe de comédiens amateurs qui ambitionnent de jouer des auteurs contemporains : Le Cercle des Escholiers. Lors de l'Affaire Dreyfus, il prend la défense du capitaine juif mis en cause. Pendant le procès, il fait connaissance à Rennes d'Octave Mirbeau qu'il interviewe le 12 avril 1902, dans la Revue bleue, sur la question du « théâtre populaire », à laquelle il s’intéresse.
Grand reporter au quotidien Le Figaro, il effectue en 1913 un long voyage en Allemagne, qu'il relata dans une série d'articles, regroupés ensuite dans un livre intitulé L'Enigme allemande, nourri aussi d'un entretien avec l'homme de lettres allemand Hermann Sudermann, montrant que ce qu'il avait vu outre-Rhin ne cadrait pas avec l'image négative que la presse française donnait de l'Allemagne. Il fut ensuite parallèlement rédacteur en chef du « Radio Journal ».
Georges Bourdon fut par ailleurs l'un des fondateurs du Syndicat des Journalistes en mars 1918, avec Louis Latzarus, René Sudre, Gérard Bauer, Georges Gombault, et quelques autres, avant d'en prendre la tête en 1922 jusqu'à sa mort en 1938. Il succède à Jean Ernest-Charles et Lucien Descaves à la présidence du Syndicat des Journalistes, qu'il relance et organise pour en faire le Syndicat national des journalistes (SNJ). Sous ses mandats, le SNJ est membre créateur de la Fédération internationale des journalistes en 1926. Républicain laïque de gauche, mais partisan d'un syndicalisme « uniquement placé sur le terrain professionnel », reposant sur la neutralité, il est l'inspirateur de la Loi Brachard du 29 mars 1935, créant la clause de conscience et la Carte de presse en France, attribuée par la Commission de la carte d'identité de journaliste professionnel.

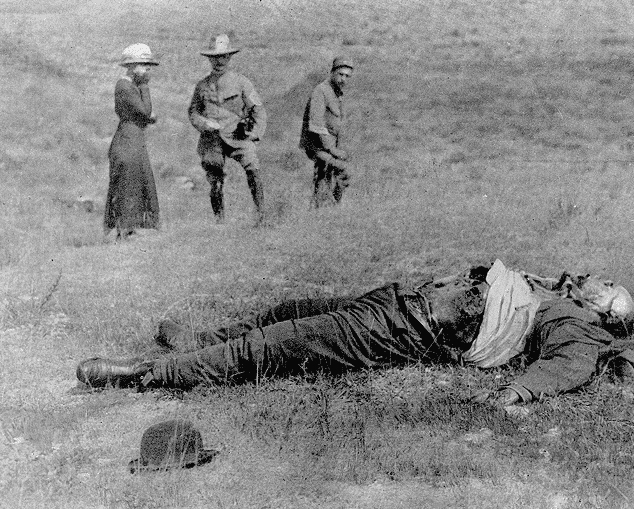
Mme Jean Leune et M. Georges Bourdon, du Le Figaro, découvrent, aux environs de Livounovo, les corps de sept notables de Serrès, massacrés et mutilés. Photographie de L'Illustration, 2 août 1913

Cette loi est la conséquence de seize ans d'efforts. Les patrons de presse et le SNJ négocient dès 1919 l’obtention d’un statut spécifique pour la profession. Face à l’échec de ces négociations paritaires, Georges Bourdon propose en 1927 : « pourquoi pas une loi sur les journalistes ? ». Pour y parvenir, convaincre tous les partis de voter à l'unanimité ce statut de journaliste professionnel, il s'appuya notamment sur les recommandations du Bureau international du travail et ses préconisations dans ce domaine, remises en juillet 1932. Il s'appuie aussi sur la Ligue des droits de l'homme, dont il avait été l’un des fondateurs en 1898.

« Ce que nous visions, pour la dignité même de notre profession, ce n'étaient point des avantages isolés, obtenus par surprise, et qui eussent l'apparence de concessions octroyées, mais une libre discussion, une honnête confrontation des intérêts en présence, et, pour conclure, un contrat en forme légale, comportant des engagements réciproques, garanti par des organismes qualifiés, signé par deux parties traitant chacune en pleine clarté, en pleine liberté, en pleine égalité. »

Deux jours après la promulgation du nouveau statut de journaliste professionnel, le 31 mars 1935, pour fêter l'évènement, un « Banquet Georges-Bourdon » est organisé au Pavillon Dauphine du Bois de Boulogne. Le buste de Georges Bourdon trône toujours dans la salle de réunion du siège du Syndicat national des journalistes. comme c'était le cas après son décès, lorsque le syndicat était domicilié rue Coq-Héron à Paris.
Ami personnel du romancier Maurice Leblanc, auteur de la série Arsène Lupin, Georges Bourdon fut l'un des fondateurs, avec lui en 1924 des Vieux Galets, une association qui regroupait les familles fidèles du petit port d'Étretat, en Seine-Maritime. Georges Bourdon y passait l'été dans la villa « Folle-Brise », avec une vue sur la porte d'aval et l'aiguille creuse, qui inspirera un roman de Maurice Leblanc.
Il meurt le 9 novembre 1938 en son domicile dans le 17e arrondissement. Ses cendres sont déposées case 11938 de la 87e division du columbarium du Père-Lachaise.

## Publications
- Les Théâtres anglais (préface d'Edwin O. Sachs)
- La Russie libre : L'Aube Russe (1904)
- En écoutant Tolstoi (1904)
- La renaissance athlétique - Le Racing Club de France (1906)
- Ce que j'ai vu au Maroc. Les Journées de Casablanca (1908)
- L'énigme allemande - une enquête chez les allemands, ce qu'ils pensent, ce qu'ils veulent, ce qu'ils peuvent (1913)
- Le Journalisme d'aujourd'Hui (1931), avec Francis Delaisi, Pierre Denoyer, Leon Groc, B. Mirkine-Guetzevitch, Jean Piot et Stephen Valot.